# Raymond Boy

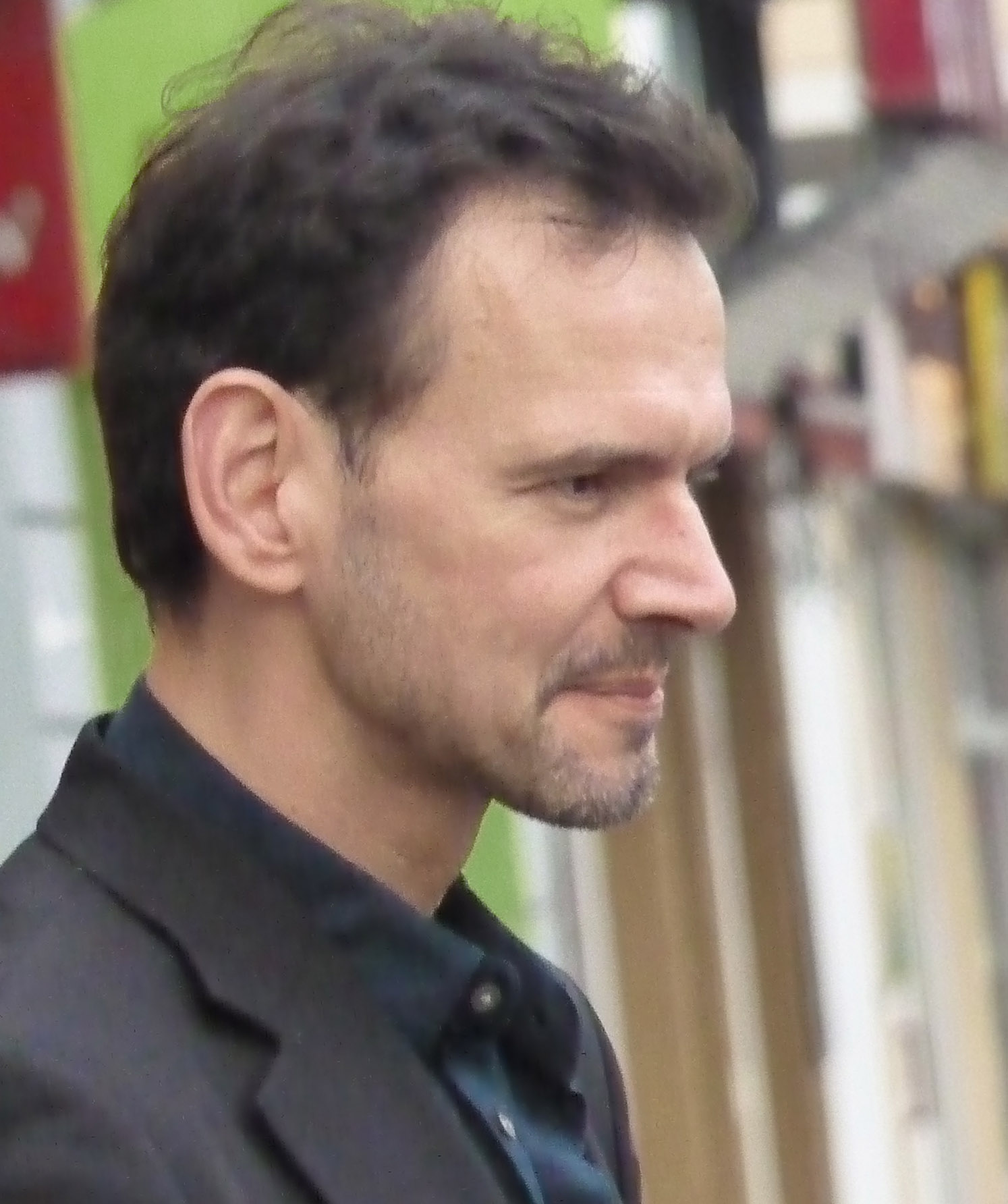
Raymond Boy (2015)

Raymond Boy (* 1969) ist ein deutscher Filmregisseur, Drehbuchautor und Storyboard Artist. Sein Kurzfilm Ein einfacher Auftrag gewann 1997 den Studenten-Oscar.

## Leben
Raymond Boy begann als Autor und Zeichner von Comics und Cartoons. Seine Cartoons erschienen jahrelang wöchentlich im Jugendmagazin BRAVO. Es folgten Serien in der TAZ, dem TIP Berlin und Kino-Kulturmagazinen im Rhein-Ruhr-Gebiet Choices, Engels und Trailer.
Nach einem Diplom im Studium Visuelle Kommunikation an der Fachhochschule Köln studierte Boy Film- und Fernsehregie an der Kunsthochschule für Medien Köln. Der Abschlussfilm Ein einfacher Auftrag mit Barbara de Koy und Armin Rohde gewann neben zahlreichen Preisen auf internationalen Filmfestivals im 1997 in Los Angeles den Studenten-Oscar.
Als Storyboard-Zeichner arbeitet Boy in der Werbung sowie bei deutschen und internationalen Spielfilmen und Serien mit Filmemachern wie Robert Redford, Michael Ballhaus, Janusz Kamiński, Skott Frank und Fatih Akin.
Zu seinen bekanntesten Produktionen zählen die Serien Das Damengambit, Jack Ryan und Raised by Wolves und die Filme Der Pferdeflüsterer, Air Force One, Aus dem Nichts und Die Känguru-Chroniken.
Raymond Boy lebt als Filmregisseur, Autor, Comic- und Storyboarder in Berlin und gibt nebenbei Seminare und Workshops an Filmhochschulen wie der Deutschen Film- und Fernsehakademie und an der Bauhaus-Universität Weimar.

## Werke (Auswahl)

### Storyboard
- 1997: Air Force One, Kinospielfilm
- 1997: Der Pferdeflüsterer, Kinospielfilm
- 1999: Framed, Kurzspielfilm
- 2000: Boran, Kinospielfilm
- 2001: Toggo – Schule, Werbefilm
- 2007: John Rabe, Kinospielfilm
- 2007: Keinohrhasen, Kinospielfilm
- 2007: R.I.S. - Die Sprache der Toten, TV-Serie, SAT.1 [de]
- 2008: 1 1/2 Ritter – Auf der Suche nach der hinreißenden Herzelinde, Kinospielfilm
- 2009: Allianz – Mini Service 24, Werbefilm
- 2009: Brot, Kurzspielfilm
- 2009: Teufelskicker, Kinospielfilm
- 2009: Zweiohrküken, Kinospielfilm
- 2010: Rewe – Vielfalt, Werbefilm
- 2011: Jesus liebt mich, Kinospielfilm
- 2011: Nikon Coolpix – Museum, Werbefilm
- 2011: Transporter – Die Serie, TV-Serie
- 2012: Das Adlon. Eine Familiensaga, TV-Mehrteiler
- 2012: Frau Ella, Kinospielfilm
- 2012: Fünf Freunde 2, Kinospielfilm
- 2012: Kokowääh 2, Kinospielfilm
- 2012: Schlussmacher, Kinospielfilm
- 2012: Sparkasse – Giro sucht Hero 2. Training, Werbefilm
- 2013: Der Medicus, Kinospielfilm
- 2013: Die Bücherdiebin, Kinospielfilm
- 2013: IKEA – Ledare, Sultan, Werbefilm
- 2013: Vaterfreuden, Kinospielfilm
- 2014: Der Nanny, Kinospielfilm
- 2014: Douglas – Hugging, Werbefilm
- 2014: Mercedes – GLA. Decay, Impressive Numbers, Werbefilm
- 2015: Colonia Dignidad – Es gibt kein zurück, Kinospielfilm
- 2015: Deezer – Klassik, Heavy Metal, Werbefilm
- 2015: Der geilste Tag, Kinospielfilm
- 2015: Hitman – Agent 47, Kinospielfilm
- 2015: Mein Blind Date mit dem Leben, Kinospielfilm
- 2015: Pneu Egger – Kindergarten, Werbefilm
- 2015: VW Leasing – Katze, Werbefilm
- 2016: About You – Aggro Face. Tick, Werbefilm
- 2016: Dr. Oetker – Vitalis Knusper Pop, Werbefilm
- 2016: Hot Dog, Kinospielfilm
- 2016: Sallos – Dein Dunkles Geheimnis, Werbefilm
- 2016: Tschick, Kinospielfilm
- 2016: Unter deutschen Betten, Kinospielfilm
- 2017: 25 km/h, Kinospielfilm
- 2017: Apple – The new iPad Pro, Werbefilm
- 2017: Aus dem Nichts, Kinospielfilm
- 2017: BMAS – Weißbuch. Arbeitsschutz 4.0, Werbefilm
- 2017: Fluege.de – Fliegen schreibt man mit UE, Werbefilm
- 2017: Gasag – Biogas. Das können wir besser, Werbefilm
- 2017: Lufthansa – Frequent Traveller. Geburtstagsfeier, Werbefilm
- 2017: Saturn – Lachen, Werbefilm
- 2017: VW Kurkuma – Traffic Monitoring, Werbefilm
- 2018: 100 Dinge, Kinospielfilm
- 2018: Alfons Zitterbacke – Das Chaos ist zurück, Kinospielfilm
- 2018: Bosch – AdvancedCut 18. Die erste Säge, die verbindet, Werbefilm
- 2018: Der Kriminalist, TV-Serie
- 2018: FitX – Kämpferherz, Werbefilm
- 2018: Head full of Honey, Kinospielfilm
- 2018: Kaufland – Tipp-Kick Figur gratis, Werbefilm
- 2018: O2 – Mehr-geht-nicht-Tarif. Unbegrenzt LTE und VDSL, Werbefilm
- 2018: Otto – Halloween. Slappy End & Zombie Party, Werbefilm
- 2018: Otto – Sockenschwein, Werbefilm
- 2018: Otto – Wäsche Wahnsinn, Werbefilm
- 2018: Rimowa – Never Still Ft. Nobu Matsuhisa, Werbefilm
- 2018: Samsung – Gewinnertypen, Werbefilm
- 2018: Takko – Zauberhafte Styles 2018, Werbefilm
- 2018: Terra X – Tabu. Verbotene Orte, Doku
- 2018: Werk ohne Autor, Kinospielfilm
- 2019: Auf dem Grund, TV-Film
- 2019: BMW – Join the BMW M Town Police Department, Werbefilm
- 2019: BMW – Unplug & Play, Werbefilm
- 2019: Der Goldene Handschuh, Kinospielfilm
- 2019: Die Hochzeit, Kinospielfilm
- 2019: Die Känguru-Chroniken – Reload3D, Kinospielfilm
- 2019: Ferrero – Yogurt In, Werbefilm
- 2019: Ikea – Selbsthilfegruppe. Für eine bessere Work-Life-Sleep-Balance, Werbefilm
- 2019: MariTeam – Im Einsatz für die Meere, TV-Film
- 2019: Smart – Uncompromisingly electric, Werbefilm
- 2019: Das Damengambit (The Queen’s Gambit), Miniserie
- 2019: UK 1, Serienpilot
- 2020: Allianz – Mathias Steiner, Werbefilm
- 2020: Knoppers – Was gibt’s Neues, Werbefilm
- 2020: Resistance – Widerstand (Resistance), Kinospielfilm
- 2020: Tom Clancy’s Gnadenlos (Without Remorse), Kinospielfilm
- 2021: Catweazle, Kinospielfilm
- 2021: Army of Thieves, Netflix-Film
- 2022: Uncharted, Kinofilm
- 2022: Raised by Wolves, Serie HBO Max
- 2022: Tom Clancy’s Jack Ryan, Serie Amazon Prime

### Regie
- 1994: Vom Bahnhof Zoo nach Hollywood, Dokumentarfilm
- 1997: Ein einfacher Auftrag, Kurzspielfilm
- 1999: Skilled, Kurzspielfilm
- 2001: Toggo – Schule, Werbefilm
- 2002: Dica Technologies – Sicherheit für Ihre Emails, Werbefilm
- 2004: Tauchfahrt in die Vergangenheit – Unternehmen Alicia – Der Lange Weg zur U-1195, Doku (Reihe)
- 2006: Die Arche Kinder- und Jugendwerk – Essen, Werbefilm
- 2009: Killing Bee, Kurzspielfilm

### Drehbuch
- 1998: Skilled, Kurzspielfilm
- 2002: Dica Technologies – Sicherheit für Ihre Emails, Werbefilm
- 2006: Die Arche Kinder- und Jugendwerk – Essen, Werbefilm

## Preise und Auszeichnungen
- 1997 – Student Academy Award (Studenten-Oscar)
- 1997 – Premiere Award und Canal+ Preis, Internationales Kurzfilmfestival Hamburg
- 1998 – Publikumspreis, New Port Filmfestival
- 1998 – Geraldine Chaplin Award, Festival International du Film Comedie, Vevey
- 2021 – Art Directors Guild, Excellence in Production Design Award, Das Damengambit (The Queen’s Gambit)